# Beagle Board

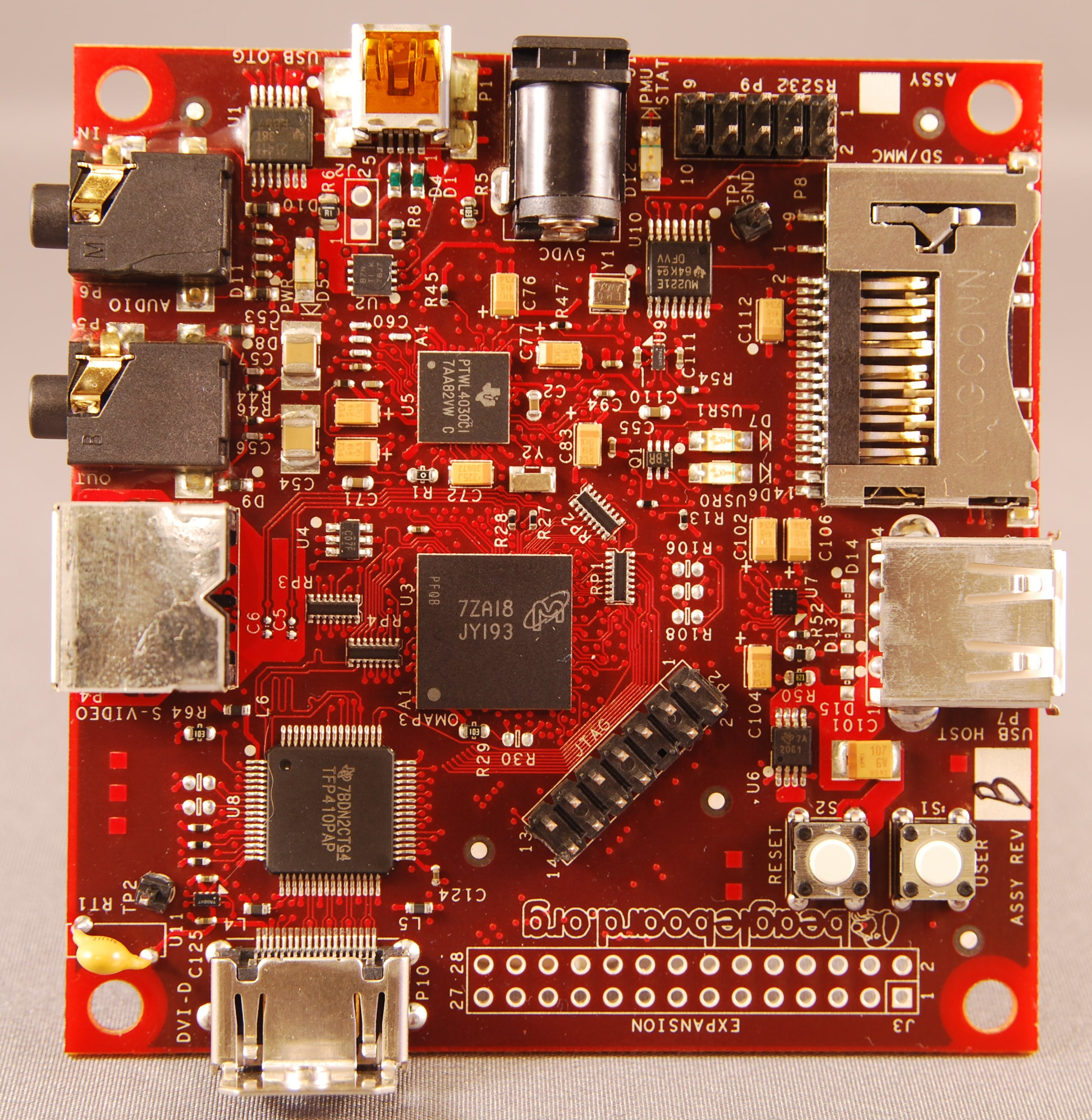
Beagle Board

Beagle board — недорогий одноплатний комп'ютер, розроблений компаніями Texas Instruments і Digi-Key. Спочатку Beagle board розроблявся у тісній співпраці з спільнотою open source з метою демонстрації можливостей системи на мікропроцесорі OMAP3530.

## Особливості
Розмір плати становить приблизно 3.25 х 3.25". Центральний процесор плати, OMAP3530, заснований на ядрі ARM Cortex-A8 і включає в себе процесор цифрових сигналів TMS320C64x + (прискорення обробки відео-і аудіоданих) і PowerVR SGX530 (прискорювач 2D/3D графіки, підтримує OpenGL ES 2.0).
На платі присутні наступні роз'єми:
- S-VIDEO
- HDMI
- Слот SD/MMC для карт пам'яті
- USB OTG
- RS-232
- JTAG
- 3,5 мм in/out audio.

Обсяг постійної і оперативної пам'яті однаковий і становить 256 Мб. Завдяки корпусу POP («чип-на-чипі») пам'ять не займає додаткового місця на платі.
Плата споживає до 2 Вт і може живитися від роз'єму USB або блоку живлення на 5 В. Завдяки малому енергоспоживанню не вимагає системи охолодження.
27 серпня 2010 вийшла в світ модифікована версія BeagleBoard — BeagleBoard-xM. Головними її відмінностями від попередньої моделі є трохи більші розміри (8,25 х 8,25 см), підвищена тактова частота процесора (1 Ггц проти 720 Мгц), збільшений об'єм ОЗП (512 Мб проти 256 Мб), Ethernet RJ-45 роз'єм і 4-портовий USB-хаб. Також у новій версії плати відсутня ПЗП, тому операційна системау і призначені для користувача дані необхідно зберігати на зовнішній microSD-карті.

## Характеристики

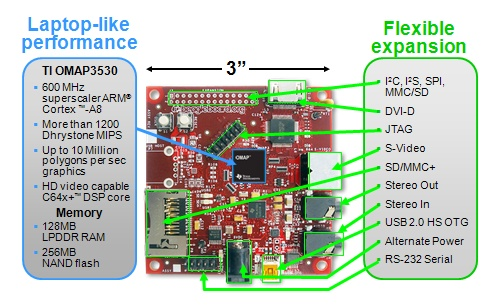
Опис Beagle Board

Ревізія С4:
- Чип-на-чипі ЦПП/Пам'ять
  - Процесор TI OMAP3530 — 720 МГц з ядром ARM Cortex-A8
  - ПЦС TMS320C64x+ — 520 МГц, обробка відео до 720p @ 30fps
  - Графічний процесор PowerVR SGX
  - ОЗП — 256 МБ LPDDR
  - 256 МБ NAND FLASH

- Периферійні роз'єми
  - DVI-D (роз'єм HDMI, макс. роздільна здатність 1280 x 1024 пікселів)
  - S-Video
  - USB OTG (mini AB)
  - USB
  - SD/MMC
  - 3,5 мм стерео аудіо роз'єми, вхід\вихід
  - RS-232
  - JTAG
  - Роз'єм живлення 5 В
- Інформація для розробників
  - Завантажувач знаходиться в ПЗП
  - Можливе завантаження з NAND пам'яті, SD / MMC, USB або послідовного порту
  - Можливість працювати з наступними дистрибутивами Linux: Android,  Angstrom Linux, Ubuntu, Gentoo, Maemo. Також можливе встановлення Windows CE, Symbian, QNX.

Ревізія xM:
- Чип-на-чипі ЦПП/Пам'ять
  - Процесор TI DM3730 — 1 Ггц з ядром ARM Cortex-A8
  - Процесор цифрових сигналів TMS320C64x+ — 800 Мгц, обробка відео до 720p @ 30 fps
  - Графічний процесор PowerVR SGX
  - ОЗП — 512 МБ LPDDR
  - 4 ГБ microSD картка пам'яті з передвстановленим Angstrom Linux входить в комплект

- Периферійні роз'єми
  - DVI-D (роз'єм HDMI, макс. роздільна здатність 1280x1024)
  - S-Video
  - USB OTG (mini AB)
  - 4 USB порти
  - Роз'єм для карт microSD/MMC
  - 3,5 мм стерео аудіо роз'єми, вхід\вихід
  - Роз'єм для підключення камери
  - Слот розширення
  - RS-232
  - JTAG
  - Роз'єм живлення 5 В

- Інформація для розробників
  - Завантажувач знаходиться на microSD карті
  - Завантаження можливий лише з microSD карти!
  - Можливість працювати з наступними дистрибутивами Linux: Android,  Angstrom Linux, Ubuntu, Gentoo, Maemo. Також можливе встановлення Windows CE.

## Клони
- IGEPv2 — плата з трохи більшими розмірами, збільшеним об'ємом ОЗП, вбудованими Bluetooth, Wi-Fi, USB Host, роз'ємом Ethernet і яка використовує microSD карту замість звичайної SD.
- ICETEK Mini Board
- Embest DevKit8000